# جایزه بین‌المللی صلح ففر

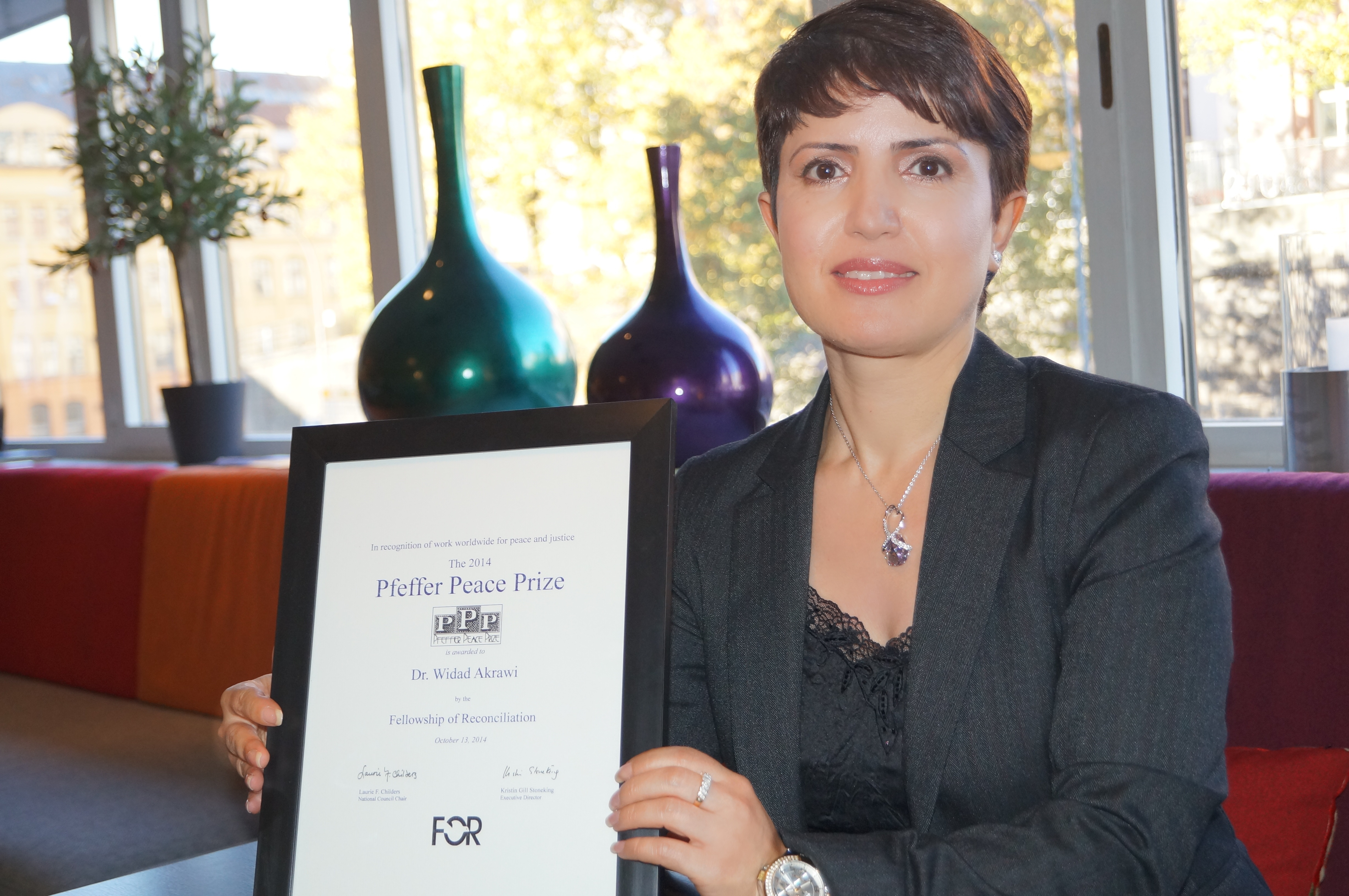
یکی از برندگان جایزه بین‌المللی صلح ففر

جایزه بین‌المللی صلح ففر (انگلیسی: International Pfeffer Peace Award) در زمره جوایز صلح است که در ایالات متحده آمریکا توسط جامعه دوستی (ایالات متحده) مثل جایزه مارتین لوتر کینگ جونیور از سال ۱۹۸۹ به افراد و سازمان‌هایی که درزمینه صلح و عدالت فعال هستند اهدا می‌گردد.

## تاریخچه
جایزه بین‌المللی صلح ففر در اواخر دهه ۱۹۸۰ توسط لئو و بعد ففر بنیاد گذاشته شد تا از رهبران و فعالانی که برای صلح و عدالت در سراسر جهان کار می‌کنند، تقدیر شود. لئو ففر (۲۴ دسامبر ۱۹۱۰–۴ ژوئن ۱۹۹۳) نظریه‌پرداز برجسته ایالات متحده در زمینه آزادی‌های مذهبی و جدایی کلیسا از دولت بود. مسائل قانون اساسی را قبل از ارجاع به دیوان عالی کشور مورد بحث قرار داد. او همراه با همسرش فردا ففر (۵ سپتامبر ۱۹۱۱–۳ نوامبر ۲۰۱۳) جایزه بین‌المللی صلح ففر را در سال ۱۹۸۹، هنگامی‌که درگیر حمایت مالی از جایزه صلح مارتین لوتر کینگ جونیور بودند تأسیس کردند و هدف آن برای شناسایی افراد یا گروه‌هایی در ایالات متحده بود که به‌طور سنتی از مارتین لوتر کینگ جونیور حمایت می‌کردند. پس از مرگ لئو در سال ۱۹۹۳، پسر او، آلن ففر، سرپرستی اداره بنیاد والدینش را بر عهده گرفت.

## برندگان
- ۱۹۸۹ - دونالد موسلی فعال صلح اهل ایالات متحده آمریکا
- ۱۹۹۰ - دایانا فرانسیس و هیلدگارد گاس مایر فعال صلح اهل اتریش -انگلستان
- ۱۹۹۱ - ریچارد استیل و آنیتا گرومبرگ فعالان صلح و عدالت اهل ایرلند
- ۱۹۹۲ - سازمان غیردولتی کارآموزان برای صلح
- ۱۹۹۳ - خوزه گومز ایزکیردو فعال صلح اهل مکزیک
- ۱۹۹۴ - محمد یونس ایده پرداز، پژوهشگر و فعال صلح اهل بنگلادش
- ۱۹۹۵ - مرکز فلسطینی برای ایجاد روابط دوستانه بین مردم
- ۱۹۹۶ - بریگادهای صلح بین‌الملل
- ۱۹۹۷ - دوروتی گرانادا فعال صلح اهل ایالات متحده آمریکا
- ۱۹۹۸ - جامعه صلح سن جونز آپارتادو
- ۱۹۹۹ - کتی کلی نویسنده و فعال صلح اهل ایالات متحده آمریکا
- ۲۰۰۰ - پیر مارشاند فعال صلح و حقوق بشر
- ۲۰۰۲ - تنتی ویتایا پیتاک فعال صلح
- ۲۰۰۵ - جورج ام هوسر فعال حقوق شهروندی اهل ایالات متحده آمریکا
- ۲۰۰۶ - پروژه کارائیب برای صلح و عدالت
- ۲۰۰۷ - مل دانکن فعال ضد خشونت اهل آمریکا، و نیروی حافظ صلح علیه خشونت
- ۲۰۰۸ - ریکاردو اسکیبیا فعال صلح و حقوق بشر اهل کلمبیا
- ۲۰۰۹ - شبکه ضد خشونت فعال در عراق، لا اونف
- ۲۰۱۰ - اسکات کندی فعال صلح
- ۲۰۱۱ - سونال آمبانی نویسنده و فعال صلح اهل هند
- ۲۰۱۲ - تک یانگ وی پزشک اهل سنگاپور
- ۲۰۱۳ - شورای بین‌المللی ۱۳ مادربزرگ بومی
- ۲۰۱۴ - en:ویداد عکراوی فعال حقوق بشر اهل عراق